# آرثر لي (فنان)
آرثر لي (بالإنجليزية: Arthur Lee)‏ (و. 1945 – 2006 م) هو مغني، ومغن مؤلف، وملحن، وعازف قيثارة، ومنشد أمريكي، ولد في ممفيس، تينيسي، يستخدم آلات قيثارة، بدأ مشواره المهني سنة 1963، توفي في ممفيس، تينيسي، عن عمر يناهز 61 عاماً، بسبب ابيضاض الدم.

## وصلات خارجية
- آرثر لي على موقع IMDb (الإنجليزية)
- آرثر لي على موقع ميوزك برينز (الإنجليزية)
- آرثر لي على موقع قاعدة بيانات الأفلام السويدية (السويدية)
- آرثر لي على موقع إن إن دي بي (الإنجليزية)
- آرثر لي على موقع أول ميوزيك (الإنجليزية)
- آرثر لي على موقع ديسكوغز (الإنجليزية)
- آرثر لي على موقع قاعدة بيانات الفيلم (الإنجليزية)
- آرثر لي على موقع كينوبويسك (الروسية)
- آرثر لي في قاعدة بيانات الأفلام على الإنترنت